# به ساجانپور خوش‌آمدید
به ساجانپور خوش‌آمدید (انگلیسی: Welcome to Sajjanpur) فیلمی در ژانر درام و کمدی به کارگردانی شیام بنگال است که در سال ۲۰۰۸ منتشر شد. از بازیگران آن می‌توان به آمریتا رایو و کونال کاپور اشاره کرد.